# Libero Liberati
Libero Liberati, född 20 september 1926 i Terni, död 5 mars 1962 var en italiensk roadracingförare som blev världsmästare i 500cc-klassen säsongen 1957 på en Gilera. Samma år tog han VM-silver i 350cc-klassen. Liberati omkom då han kraschade med sin motorcykel på väg hem från träning den 5 mars 1962.
Den kommunala fotbollsarenan i Terni är uppkallad efter honom.
Asteroiden 6417 Liberati är uppkallad efter honom.

## Segrar 500GP
| Nr | Grand Prix   | År   |
| -- | ------------ | ---- |
| 1  | Västtyskland | 1957 |
| 2  | Belgien      | 1957 |
| 3  | Nordirland   | 1957 |
| 4  | Italien      | 1957 |

## Segrar 350GP
| Nr | Grand Prix   | År   |
| -- | ------------ | ---- |
| 1  | Italien      | 1956 |
| 2  | Västtyskland | 1957 |